# Biała Wisełka
Biała Wisełka – potok, jeden ze źródłowych potoków Wisły. Płynie w Beskidzie Śląskim, cała jego zlewnia znajduje się na terenie miasta Wisła w powiecie cieszyńskim, województwie śląskim.

## Topografia
Biała Wisełka ma długość ok. 7,0 km, średni spadek 8,2%, powierzchnia zlewni ok. 17 km². Wypływa w dolince po północnej stronie szczytu Baraniej Góry i spływa w kierunku północno-zachodnim między dwoma grzbietami Baraniej Góry. Na wysokości 785,5 m uchodzi do niej z lewej strony potok Wątrobny (także Wątróbny), a na wysokości 694 m przy Wrotach Kubisza potok Roztoczny. Od tego miejsca Biała Wisełka spływa głęboką i wąską doliną pomiędzy grzbietem Cienkowa na północy a grzbietem Wierchu Wisełka, Wierchu Równiańskiego, Przysłopu i Przyporu na południu. Uchodzi do Jeziora Czerniańskiego w Czarnem.
Roztoczny jest jedynym prawym dopływem Białej Wisełki, pozostałe (Wątrobny, Równiański, Potok na Równe, Potok Bobrowski, Potok Czarny i Szyja) są lewobrzeżne.

## Geologia
Wąska dolina Białej Wisełki wycięta jest niemal równoleżnikowo, tak głęboko, że potok odsłania na znacznym odcinku skały górnych warstw godulskich znajdujące się pod budującymi masyw Baraniej Góry warstwami istebniańskimi. W środkowym odcinku tworzy szereg wodospadów i progów skalnych, nazwanych Kaskadami Rodła. Duża asymetria zlewni Białej Wisełki jest typowa dla płynących równoleżnikowo potoków Beskidu Śląskiego. Związane to jest z układem warstw skalnych w Beskidzie Śląskim. Południowe stoki opadają zgodnie z układem warstw skały, zwykle są łagodne i przecięte bocznymi dolinkami. Stoki północne powstają na czołach odsłaniających się warstw skalnych, są strome, rzadko rozcięte są bocznymi dolinkami i często mają „schodkowy” profil, co związane jest z różną twardością skał.

## Nazwa i historia

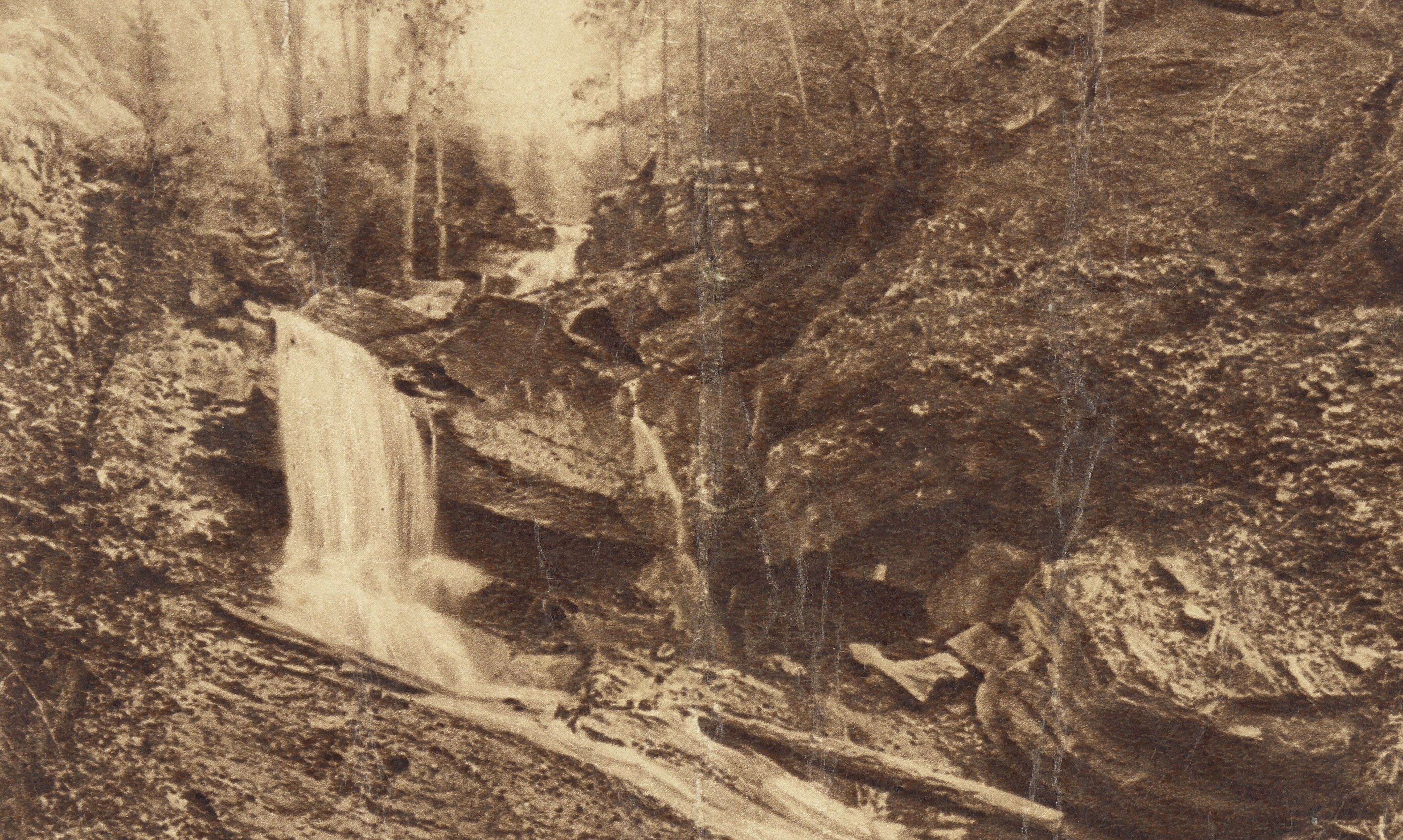
Wodospad, przed 1932

Nazwa Białej Wisełki pochodzi prawdopodobnie od jej „białej wody” o wartkim nurcie, silnie spienionej na licznych progach. Inną wersję powstania tej nazwy podał w opisie swej wycieczki na Baranią Górę w 1834 r. Apoloniusz Tomkowicz: Nazwa jej pochodzi od mętnej barwy, którą w czasie słoty przybiera, kiedy Czarna zawsze czyste wody toczy.
Jeszcze za czasów Habsburgów poprowadzono doliną Białej Wisełki wygodną drogę jezdną aż do tzw. Barańskiego Mostu u zbiegu potoków Roztocznego i Głębczańskiego. Po wielkich powodziach, które wystąpiły z końcem lat 50. XX w., cały tok Białki od połączenia Wątrobnego i Roztocznego aż do Czarnego uregulowano, budując w korycie liczne sztuczne progi i obmurowując prawy brzeg, którym wiedzie droga.
Dolinę Białej Wisełki obejmuje rezerwat przyrody Wisła, powołany m.in. do ochrony lokalnej populacji pstrąga potokowego.

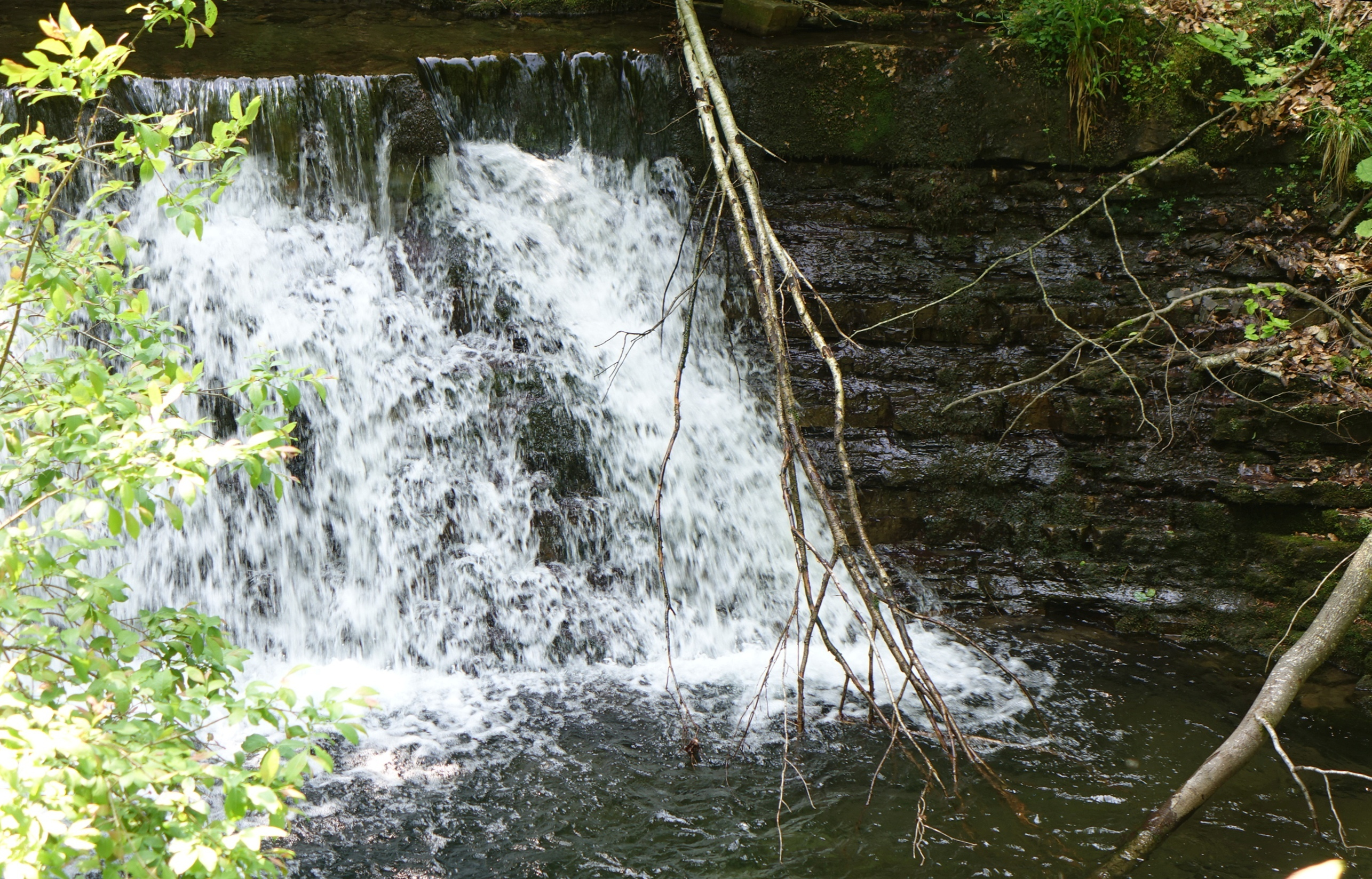
Jedna z kaskad
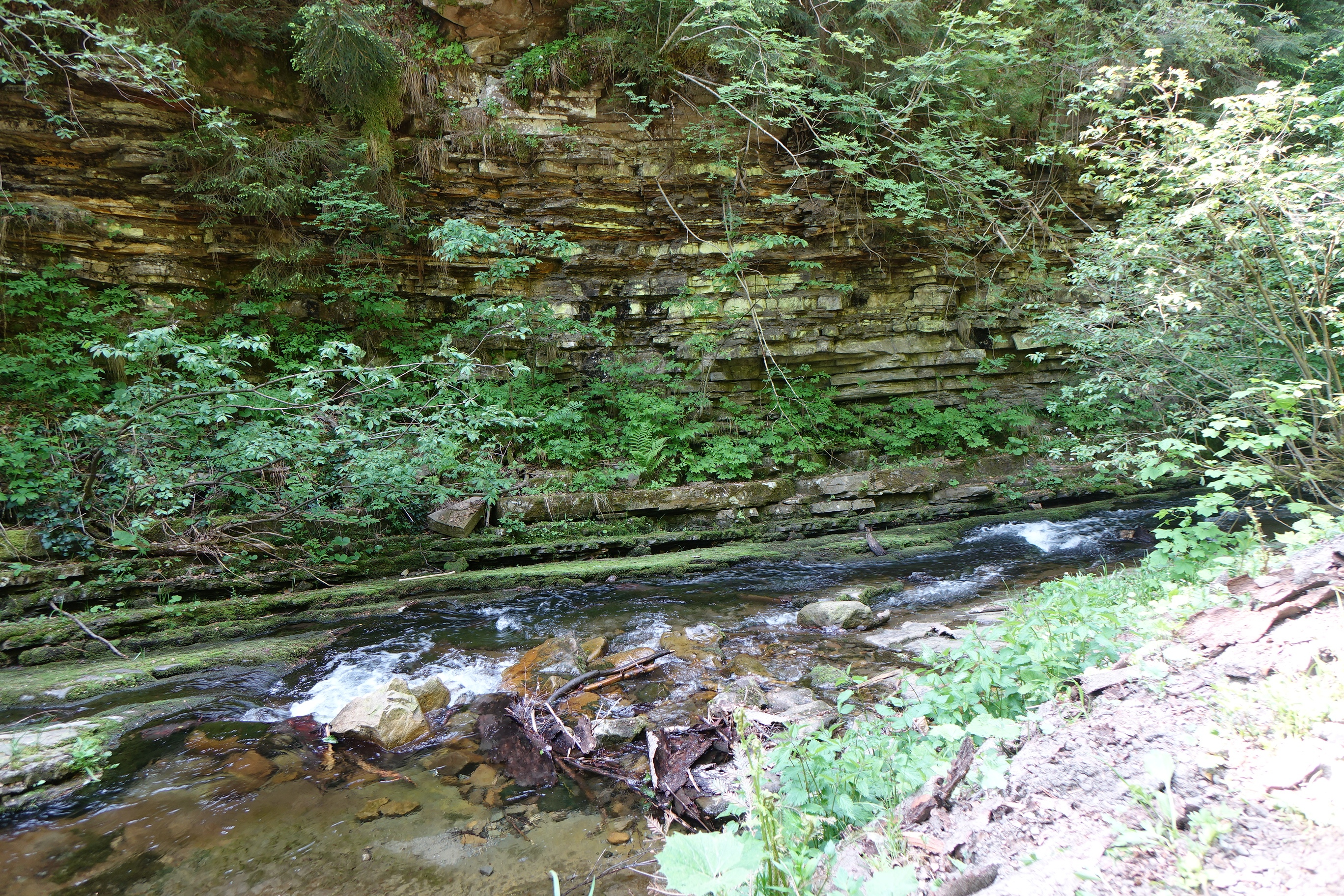
Skalne odsłonięcia lewego brzegu
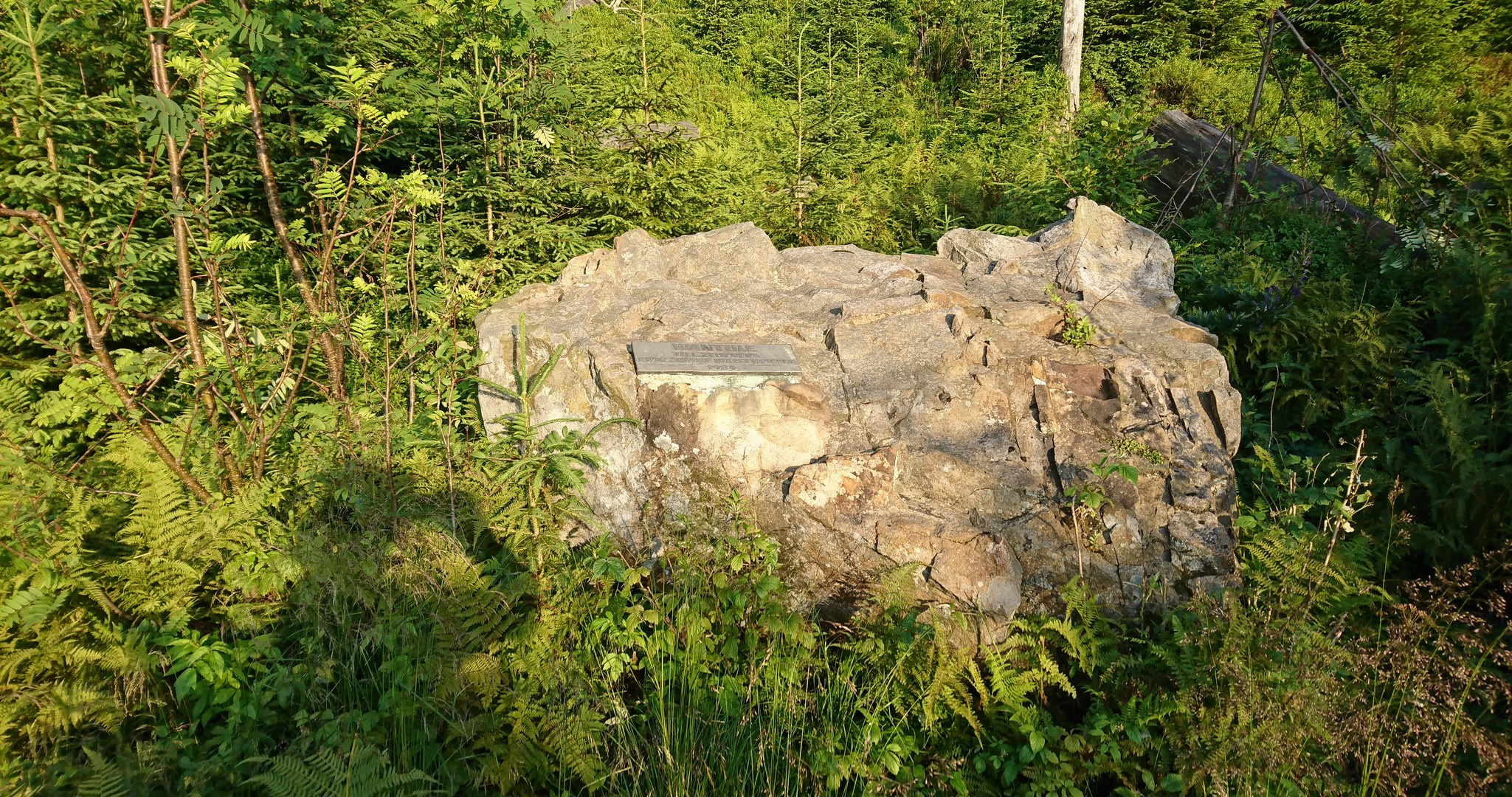
Źródło Białej Wisełki
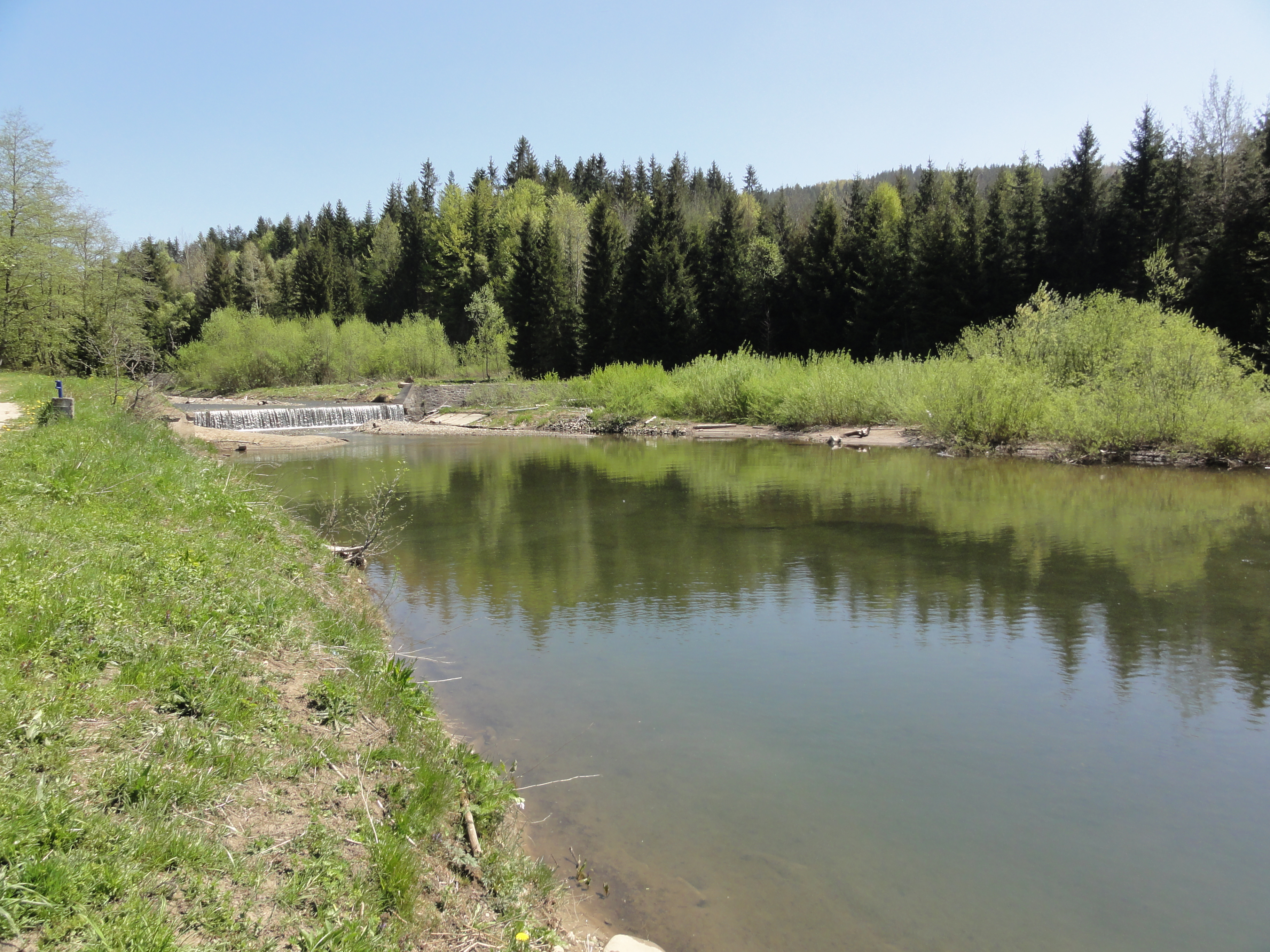
Ujście

## Szlak turystyczny
Doliną Białej Wisełki prowadzi szlak turystyczny na Baranią Górę. Duża jego część biegnie dobrą drogą wzdłuż koryta potoku i Kaskad Rodła.
 Wisła-Czarne (parking) – dolina Białej Wisełki – Wrota Kubisza – Barania Góra. Odległość 7,7 km, suma podejść 650 m, czas przejścia 2:25 godz., z powrotem 1:25 godz.